# Луккская лира
Луккская лира — денежная единица республики Лукка, позднее — герцогства Лукка. Делилась на 20 сольдо, которые в свою очередь делились на 3 кватрино или 12 денаро.
Луккская лира имела хождение до 1800 года, пока в результате наполеоновских войн Лукка не была захвачена французами, создавшими Королевство Этрурия. С 1800 года луккская лира была заменена на французский франк, а с 1805 по 1808 годы в обращении был луккский франк. С 1808 по 1814 год Лукка была включена в состав Франции, а в 1815 году вошла в состав Великого герцогства Тосканского, и на её территории ходили, соответственно. французский франк и тосканская лира. После воссоздания герцогства Лукка в 1815 году на его территории продолжала обращаться тосканская лира, пока в 1826 году Великое герцогство Тосканское не заменило тосканскую лиру на тосканский флорин. В 1826 году на территории Лукки была вновь введена в обращение луккская лира, заменившая тосканскую лиру (хотя луккская лира содержала меньше серебра, чем тосканская). После того, как в 1847 году герцогство Лукка было окончательно присоединено к Великому герцогству Тосканскому, луккская лира была заменена на тосканский флорин по курсу 1 флорин = 2 лиры.

## Монеты
В 1826 году были введены в обращение монеты достоинством в 1, 2 и 5 кватрино, в ½, 1, 2, 3, 5 и 10 сольдо, а также в 1 и 2 лиры. Монеты достоинством вплоть до 1 сольдо чеканились из меди, монеты более высокого достоинства — из серебра.